# Tečmín
Tečmín je zaniklá vesnice s tvrzí, která se nalézala na katastru obce Lovčice severně od obce v poloze nazývané V kopcích. 

## Historie
První písemná zmínka o vesnici Tečmín pochází z roku 1299, kdy patřila k Hradištskému panství. V roce 1490 je Tečmín uváděn již jako ves pustá - z toho plyne její zánik během husitských válek. V roce 1571 je v chlumeckém urbáři uváděna již pouze jako kus pastviny zvaný Staré tvrziště.